# A Century of Love
„A Century of Love” (română „Un secol de iubire”) este un cântec în stil jazz interpretat de cântăreața Geta Burlacu. Această piesă a fost aleasă ca să reprezinte Moldova la Concursul Muzical Eurovision 2008 din Belgrad, după ce s-a clasat pe locul 1 în cadrul selecției naționale. Cântecul s-a clasat pe locul 11 în prima semifinală, nereușind să se califice în finală, lucru care s-a mai întâmplat ulterior pentru Moldova în 2014 și  2015.